# The Golden Orpheus Festival '73
Recital at the festival "The Golden Orpheus '73" è un album dal vivo, pubblicato dal gruppo dei Ricchi e Poveri, nel 1973, realizzato per il mercato bulgaro, in seguito messo in commercio anche in Italia. 

## Descrizione
Il disco esce in seguito ad un loro concerto live in Bulgaria come ospiti al festival "The Golden Orpheus", avvenuto nel mese di giugno del 1973 presso Sunny beach. 
L'album contiene solo 6 canzoni del complesso, incise sul lato 1, mentre sul lato 2 ci sono canzoni di Mac and Katie Kissoon, anch'essi partecipanti a tale festival. Vengono compresi al suo interno tre brani presentati dal quartetto al Festival di Sanremo, in tre edizioni consecutive:
Che sarà del 1971, Un diadema di ciliegie del 1972 e Dolce frutto del 1973. Completano la tracklist L'amore è una cosa meravigliosa del 1969, Anche tu del 1972, e Piccolo amore mio del 1973.

## Tracce
1. Piccolo amore mio - 1973 (Cristiano Minellono/Angelo Sotgiu/Franco Gatti)
2. Anche tu - 1972 (Sergio Bardotti/Luis Bacalov)
3. Dolce frutto - 1973 (Cristiano Minellono/Umberto Balsamo)
4. Un diadema di ciliegie - 1972 (Romano Bertola)
5. Che sarà - 1971 (Franco Migliacci/Jimmy Fontana/Italo Greco/Carlo Pes)
6. L'amore è una cosa meravigliosa - 1969 (Devilli/Fain/Webster)

## Crediti
- Ricchi e Poveri (Angela Brambati, Angelo Sotgiu, Franco Gatti, Marina Occhiena): voci
- Orchestra Sofia: musicisti
- Dimitri Simeonov: direttore d'orchestra